# Coelia macrostachya
Coelia macrostachya là một loài lan thuộc chi Coelia.

 Tư liệu liên quan tới Coelia macrostachya tại Wikimedia Commons

## Hình ảnh

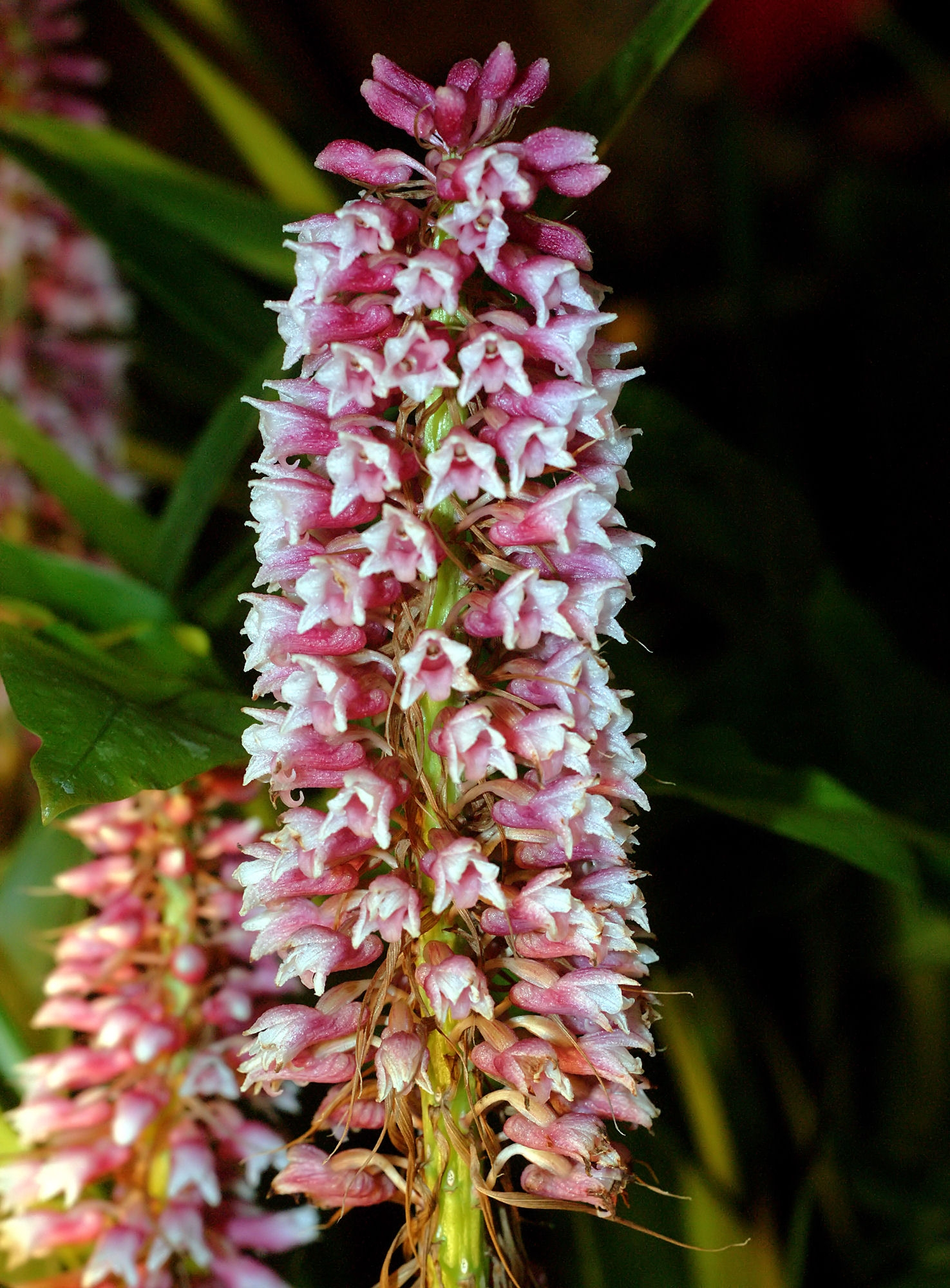
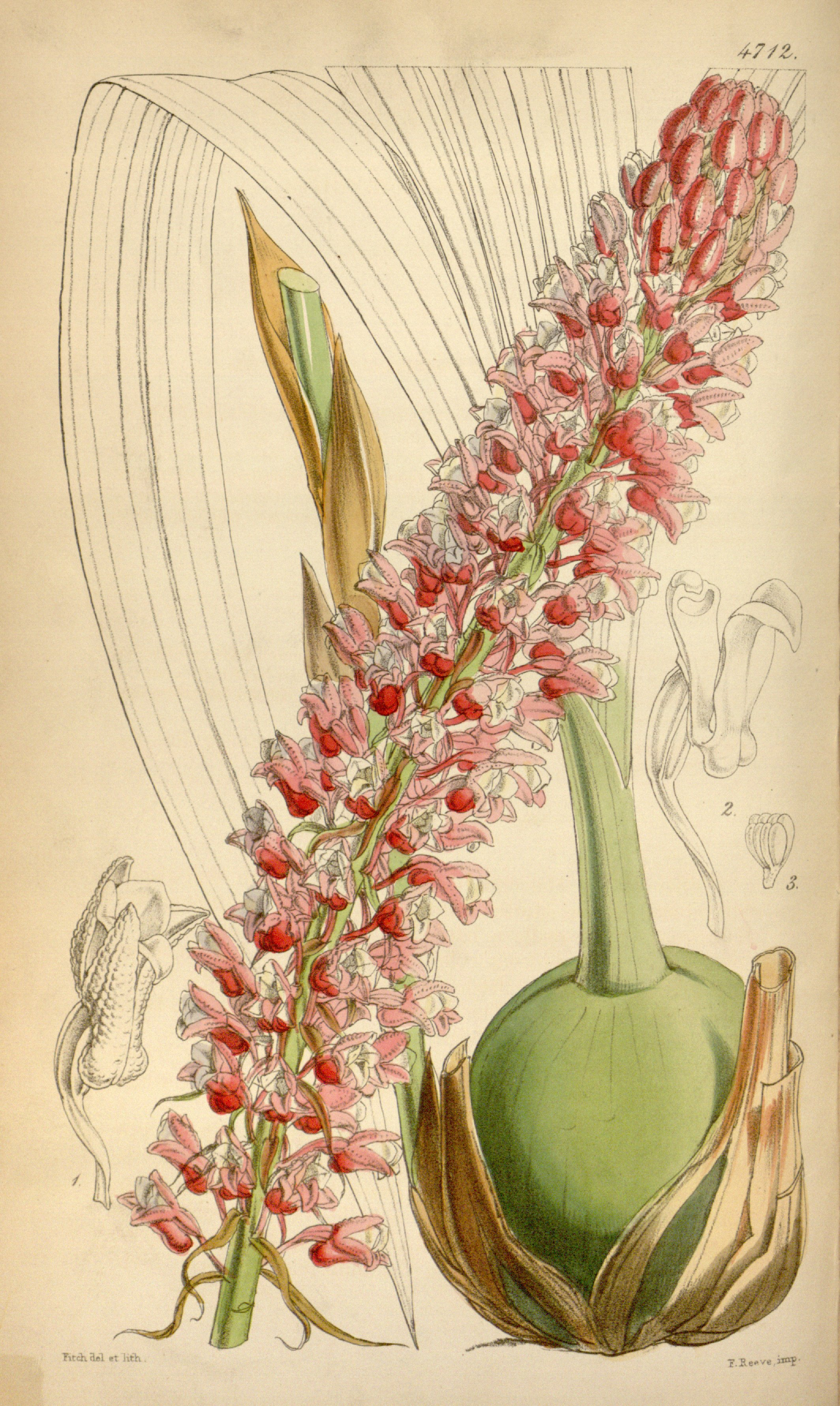
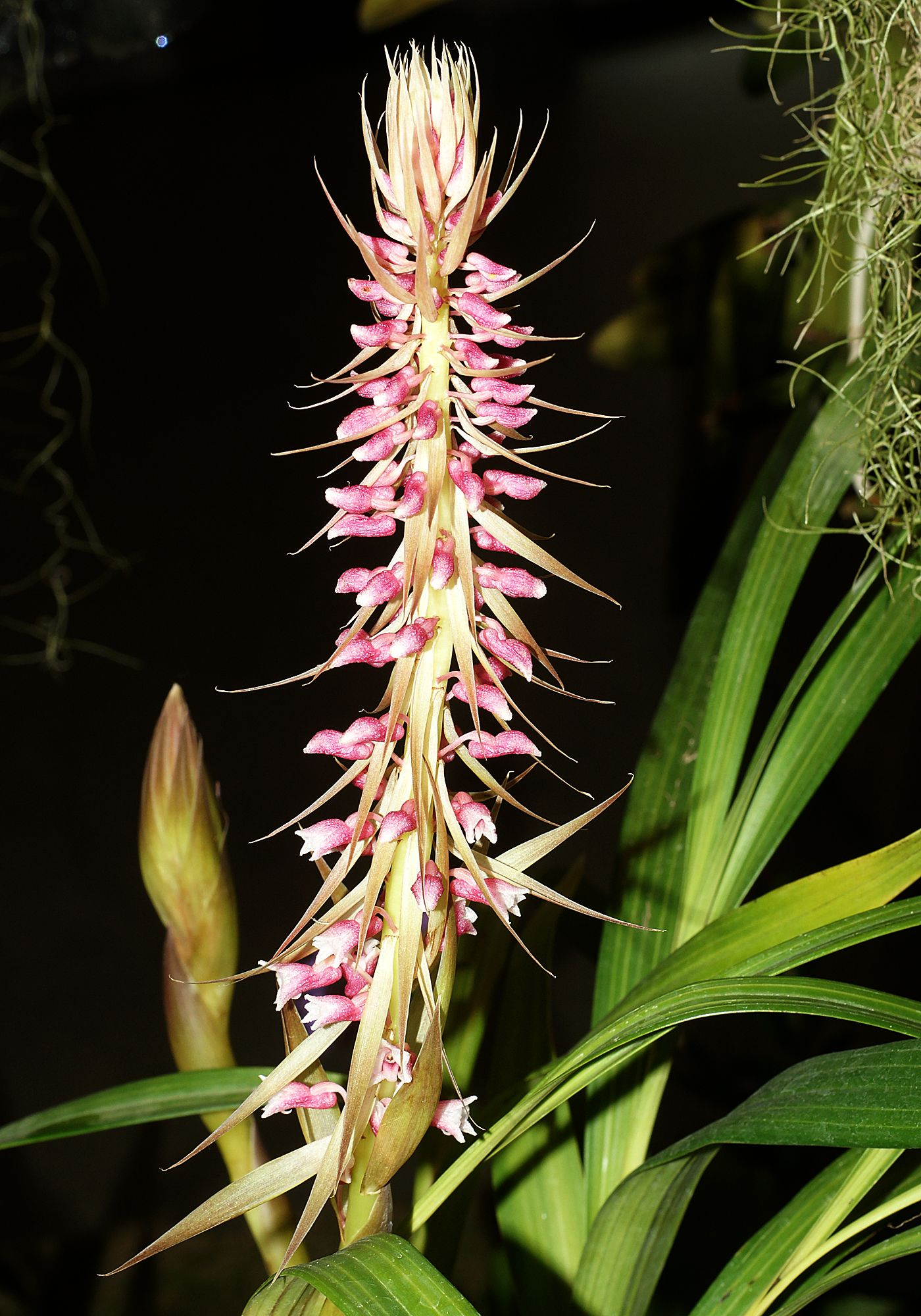
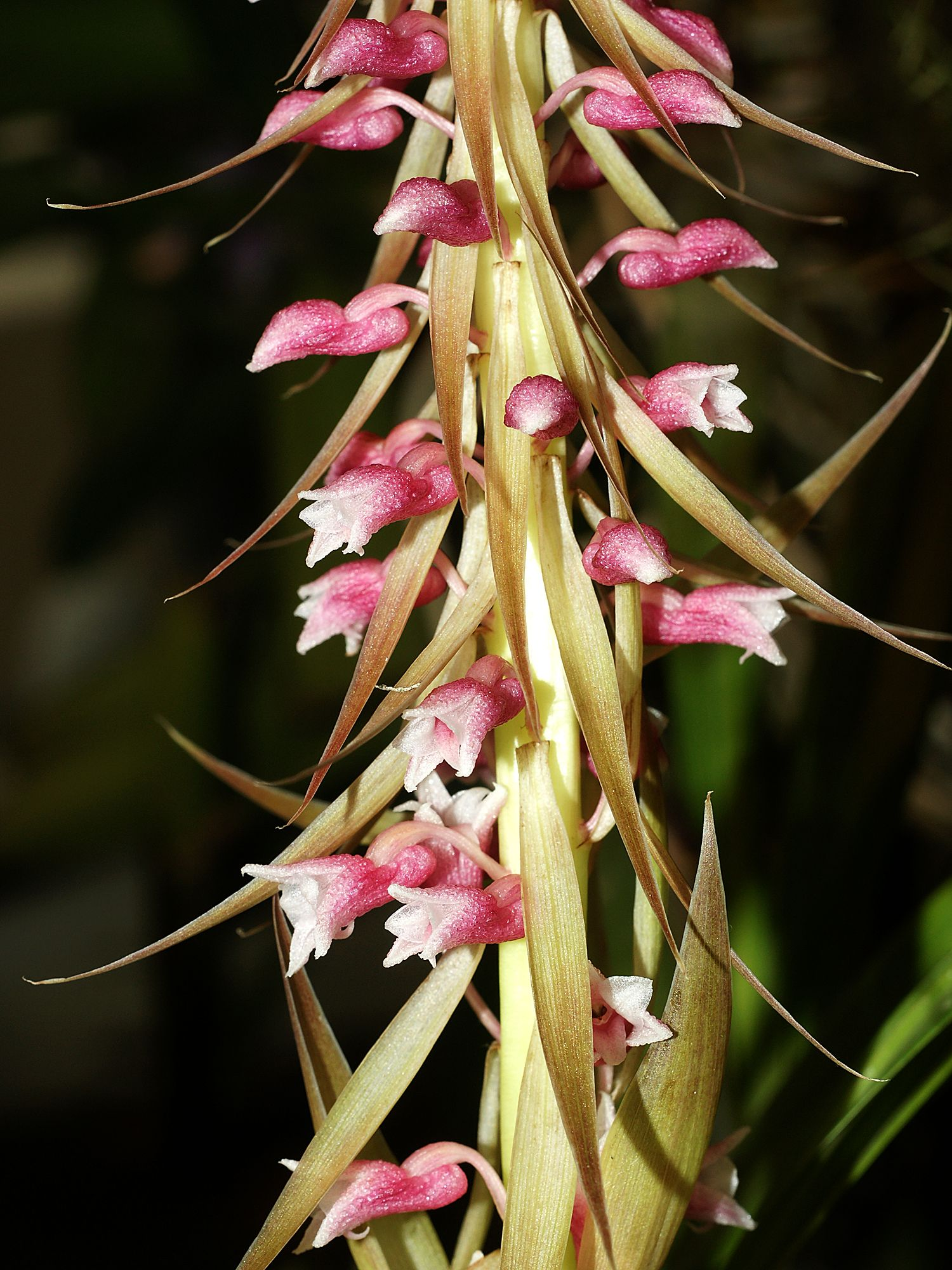